# Willibald Borowietz
Willibald Borowietz foi um general alemão na Segunda Guerra Mundial tendo dirigido a 15ª Divisão Panzer. Nasceu em Ratibor na Silésia em 17 de Setembro de 1893, faleceu em cativeiro em Camp Clinton (USA) em 1 de Julho de 1945.

## Biografia
Willibald Borowietz era um cadete no Exército Alemão em 1914, e encerrou a Primeira Guerra Mundial com a patente de Leutnant. Ele imediatamente entrou para a Polícia (Sipo) em 1919, se alistou na nova Wehrmacht com a patente de Major em 1935 servindo em unidades móveis.
Com o início da Segunda Guerra Mundial, ele foi o comandante do Pz.Abw.Abt. 50. Entrando em serviço ativo em 1941, ele subiu para a patente de Oberst no dia 1 de Fevereiro de 1942 assumindo logo em seguida o comando do Schtz.Rgt. 10 (10 de Junho de 1941) e depois a 10. Panzer Brigade (10 de Novembro de 1942). Borowietz se tornou Generalmajor em 1 de Janeiro de 1943, e depois Generalleutnant em 1 de Maio daquele mesmo ano, mais tarde ficou no comando da 15ª Divisão Panzer (18 de Novembro de 1942).
Ele foi feito prisioneiro na Tunisia em 10 de Maio de 1943, e faleceu em cativeiro em Camp Clinton (USA) em 1 de Julho de 1945.

## Condecorações
Foi condecorado com a Cruz de Cavaleiro da Cruz de Ferro (24 de Julho de 1941), com Folhas de Carvalho (10 de Maio de 1943, n° 235) e a Cruz Germânica em Ouro (14 de Junho de 1942).